# 니콜라 카티나
니콜라 카티나(Nicolas Catinat; 1637년 9월 1일 ~ 1712년 2월 22일)는 프랑스 군사 사령관이자 루이 14세 휘하의 프랑스 원수(Marshal of France)이다. 카티나는 1637년 9월 1일 파리에서 판사의 아들로 태어났다. 그는 어린 나이에 그랑드 프랑세즈(Gardes Françaises)에 들어가 1667년 릴 공성전에서 활약했다.
니콜라는 10년 후 준장(brigadier)이 되었고, 1680년 육군 소장(maréchal de camp)이 된 뒤 1688년 중장(lieutenant-general)이 되었다. 그는 프랑스-네덜란드 전쟁기간 플랑드르(Flanders)에서 1676-1678년의 전역에서 근무하면서 중대한 신뢰를 얻었다. 이후 1686년 왈도파(Vaudois)의 박해에 종사하게 되었다. 다음 9년 전쟁(Nine Years War)이 시작되자 필립스부르크 공성전(Siege of Philippsburg)에서 점령했고, 그는 전쟁의 남동방면의 프랑스 군대의 사령관으로 지명되었다. 1691년 그는 니스 주(County of Nice)를 가로질러 니스(Nice) 시와 빌프랑슈(Villefranche)를 점령했다.
그는 1690년 스타파르다 전투(Battle of Staffarda)와 1693년 마르사길리아 전투(Battle of Marsaglia)에서 사보이 공작(Duke of Savoy)을 상대로 승리해 그의 가장 위대한 업적을 성취했다(사보이 공작은 이후 동맹 연합을 떠나고, 루이 왕과 평화를 맺기로 하고, 1696년 8월 29일 투린 조약에 서명했다). 1693년 카티나는 프랑스 원수가 되었다.
스페인 왕위 계승 전쟁이 시작되자, 카티나는 북부 이탈리아 방면의 움직임을 막는 임무를 맡았지만 그러나 그는 프랑스 궁정의 명령과 많은 방해로 인해 그의 군대는 허약했다. 사보이 공 외젠(Prince Eugene of Savoy)의 허를 찌르려던 카티나는 카르피(Carpi)에서 거꾸러 크게 패하고, 곧 얼마안가 경질되어 빌레루아 원수(Marshal Villeroi)로 교체되었다. 프랑스 군대의 2번째 사령관이 된 빌레루아는 행동에 나섰으나, 키아리 전투(Battle of Chieri)에서 황제지지자 외젠에게 다시 한번 패배했다. 카티나는 1712년 생-그라티앵(Saint-Gratien)에서 죽었다. 그의 회고록은 1819년에 출판되었다.
영국 역사학자 제프리(Geoffrey)는 카티나를 이렇게 평했다:
카티나는 이시대 전형적인 군인이 아니었다. 그는 법률가의 삶을 살려고 했지만, 태생의 이점이 없어 스스로의 약한 장점을 갈고 닦으면 길을 만들어야 했다. 그는 신중한 장군으로 남자의 삶 또한 철저함, 용서, 야망이 없는 철학자와 같은 사람이었다. 뒤에 그는 다음 전쟁 이탈리아 전역에서 실패한 뒤 은퇴하여 자신의 정원에서 작물을 재배하면서 보냈다.

## 참조
- 본 문서에는 현재 퍼블릭 도메인에 속한 브리태니커 백과사전 제11판의 내용을 기초로 작성된 내용이 포함되어 있습니다.
- de Broglie, Emmanuel (1902). 《Catinat》. Paris.
- Treasure, Geoffrey (1967). 《Seventeenth Century France》. New York.